# Pyrestes miniatus
Pyrestes miniatus är en skalbaggsart som beskrevs av Francis Polkinghorne Pascoe 1857. Pyrestes miniatus ingår i släktet Pyrestes och familjen långhorningar. Inga underarter finns listade i Catalogue of Life.